# Stigmella castaneaefoliella
Stigmella castaneaefoliella là một loài bướm đêm thuộc họ Nepticulidae. Nó được tìm thấy ở Kentucky, Ohio, Virginia, Illinois, Pennsylvania, New Jersey, Massachusetts, Florida và Ontario.
Sải cánh dài 4-4.5 mm.

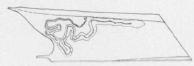
Mine

Ấu trùng ăn Castanea species, bao gồm Castanea dentata.Chúng ăn lá nơi chúng làm tổ.